# Pomacanthidae
I Pomacanthidae, conosciuti comunemente come  pesci angelo, costituiscono un gruppo di circa 89 specie di pesci d'acqua salata appartenenti all'ordine dei Perciformi.
Sono pesci che vivono nelle barriere coralline di tutti gli oceani terrestri e si nutrono di piccoli invertebrati, zooplancton, spugne, alghe e coralli.

## Descrizione
Il loro corpo è alto, compresso ai fianchi, di forma romboidale. Le pinne dorsale e anale sono opposte e solitamente speculari, ad esclusione di alcuni raggi allungati al termine di quella dorsale. L'opercolo branchiale è provvisto di spina nella parte inferiore, da qui il nome scientifico Pomacanthus dove Poma in greco è opercolo e acanth- spina.

## Acquariofilia
La colorazione particolarmente vivace della maggioranza delle specie di Pomacantidi ha destato l'interesse degli acquariofili, anche per la particolarità del cambiamento totale di livrea tra forma giovanile e forma adulta. 

Tra i pesci angelo vengono popolarmente riconosciuti dei  pesci angelo nani, e sono le oltre 30 specie appartenenti al genere Centropyge, che non superano solitamente i 15 cm e sono quindi più indicati per l'allevamento in acquario. Tra le specie più grandi vi è il Holacanthus tricolor che raggiunge i 40 cm. Il più conosciuto è sicuramente il Pomacanthus imperator con la splendida livrea multicolore.
I Centropyge sono i pomacantidi più facili da allevare, sono adatti anche ad acquari di 150-200 litri. Mentre quelli di 30cm (per es. p.imperator) vanno allevati in acquari di almeno 400 litri netti. Vanno allevati in acquari dai 500-600 litri netti i pomacantidi di 40cm per es. P.maculosus o H.tricolor

## Tassonomia
La famiglia Pomacanthidae comprende 90 specie, suddivise in 8 generi:
| Genere          | Autore                    | Numero specie | Immagine |
| --------------- | ------------------------- | ------------- | -------- |
| Apolemichthys   | Bennett, 1833             | 9 specie      |          |
| Centropyge      | Kaup, 1860                | 34 specie     |          |
| Chaetodontoplus | Bleeker, 1876             |               |          |
| Genicanthus     | Lacépède, 1802            | 11 specie     |          |
| Holacanthus     | Lacépède, 1802            | 8 specie      |          |
| Paracentropyge  | (Smith & Radcliffe, 1911) | 1 specie      |          |
| Pomacanthus     | Lacépède, 1802            | 13 specie     |          |
| Pygoplites      | Fraser-Brunner, 1933      | 1 specie      |          |